# Новиково (Бежецький район)
Новиково (рос. Новиково) — присілок в Бежецькому районі Тверської області Російської Федерації.
Населення становить 39 осіб. Входить до складу муніципального утворення Лаптихинське сільське поселення.

## Історія
Від 2005 року входить до складу муніципального утворення Лаптихинське сільське поселення.

## Населення
| 2008 | 2010 |
| ---- | ---- |
| 36   | ↗39  |